# Volley Millenium Brescia 2023-2024
Questa voce raccoglie le informazioni riguardanti la Volley Millenium Brescia nelle competizioni ufficiali della stagione 2023-2024.

## Stagione
Nella stagione 2023-24 la Volley Millenium Brescia assume la denominazione sponsorizzata di Valsabbina Millenium Brescia.
Partecipa per la quinta volta, la terza consecutiva, al campionato di Serie A2 terminando il girone A della regular season al sesto posto in classifica; nella pool salvezza giunge al secondo posto, conquistando la permanenza in Serie A2.

## Organigramma societario
Area direttiva
- Presidente: Roberto Catania
- Direttore generale: Emanuele Catania
- Team manager: Stefano Vivaldi

Area tecnica
- Allenatore: Alessandro Beltrami (fino al 16 gennaio 2024), Matteo Solforati (dal 20 gennaio 2024)
- Allenatore in seconda: Mattia Cozzi
- Assistente allenatore: Leonardo Camarini, Eugenio Cavallo
- Scoutman: Marco Bolzoni

Area comunicazione
- Responsabile comunicazione: Daniele Bianchin
- Ufficio stampa: Elisa Goratti
- Fotografo: Massimo Bandera

Area sanitaria
- Medico: Laura Savoldini
- Preparatore atletico: Giacomo Drusiani
- Referente ortopedico: Pierfrancesco Bettinsoli
- Referente fisioterapia: Viola Brontesi
- Fisioterapista: Fabio Leali

## Rosa
| N° | Nome              | Ruolo | Data di nascita  | Nazionalità sportiva |
| -- | ----------------- | ----- | ---------------- | -------------------- |
| 3  | Cristina Fiorio   | S     | 18 marzo 1997    | Italia               |
| 4  | Matilde Pinarello | P     | 1º febbraio 2004 | Italia               |
| 7  | Matilde Tagliani  | L     | 13 giugno 2005   | Italia               |
| 8  | Chiara Scacchetti | P     | 10 dicembre 1995 | Italia               |
| 9  | Alice Torcolacci  | C     | 27 febbraio 2000 | Italia               |
| 10 | Alice Pamio       | S     | 15 gennaio 1998  | Italia               |
| 11 | Katarina Bulović  | S     | 19 gennaio 2002  | Italia               |
| 12 | Ylenia Pericati   | L     | 22 marzo 1994    | Italia               |
| 13 | Margherita Brandi | C     | 18 ottobre 2002  | Italia               |
| 15 | Polina Malik      | O     | 18 novembre 1998 | Israele              |
| 16 | Maria Babatunde   | C     | 3 aprile 1998    | Italia               |
| 17 | Francesca Pinetti | S     | 1º maggio 2000   | Italia               |
| 18 | Sonia Ratti       | O     | 3 maggio 2001    | Italia               |

## Mercato
| Acquisti | Acquisti          | Acquisti            | Acquisti   |
| R.       | Nome              | da                  | Modalità   |
| -------- | ----------------- | ------------------- | ---------- |
| C        | Maria Babatunde   | Adolfo Consolini    | definitivo |
| C        | Margherita Brandi | Montecchio Maggiore | definitivo |
| S        | Katarina Bulović  | Marsala             | definitivo |
| S        | Cristina Fiorio   | Futura Giovani      | definitivo |
| O        | Polina Malik      | Helvia Recina       | definitivo |
| L        | Ylenia Pericati   | Imoco               | definitivo |
| P        | Matilde Pinarello | Team Conegliano     | definitivo |
| S        | Francesca Pinetti | Volley 2.0          | definitivo |
| P        | Chiara Scacchetti | Idea Sassuolo       | definitivo |
| L        | Matilde Tagliani  | Torri               | definitivo |

| Cessioni | Cessioni           | Cessioni               | Cessioni   |
| R.       | Nome               | a                      | Modalità   |
| -------- | ------------------ | ---------------------- | ---------- |
| L        | Sophie Blasi       | Hermaea                | definitivo |
| P        | Jennifer Boldini   | UYBA                   | definitivo |
| C        | Claudia Consoli    | Adolfo Consolini       | definitivo |
| S        | Lea Cvetnić        | Futura Giovani         | definitivo |
| P        | Elena Foresi       | San Salvatore Telesino | definitivo |
| C        | Matilde Munarini   | Esperia                | definitivo |
| O        | Josephine Obossa   | Casalmaggiore          | definitivo |
| S        | Bianca Orlandi     | Hermaea                | definitivo |
| L        | Serena Scognamillo | Cuneo Granda           | definitivo |
| S        | Aurora Zorzetto    | Esperia                | definitivo |

## Risultati

### Serie A2

#### Girone di andata
| 1ª Giornata - 8 ottobre 2023 PalaEvangelisti, Perugia                     | Wealth Planet Perugia | 3 - 2 | Millenium Brescia | 22-25, 22-25, 25-18, 25-14, 15-8  |
| 2ª Giornata - 16 ottobre 2023 PalaGeorge, Montichiari                     | Millenium Brescia     | 3 - 0 | Fratte            | 25-20, 25-20, 25-19               |
| 3ª Giornata - 22 ottobre 2023 PalaRoma, Montesilvano                      | Beach World Pescara   | 1 - 3 | Millenium Brescia | 16-25, 16-25, 25-23, 24-26        |
| 4ª Giornata - 29 ottobre 2023 PalaGeorge, Montichiari                     | Millenium Brescia     | 3 - 0 | Soverato          | 25-19, 25-21, 25-19               |
| 5ª Giornata - 1º novembre 2023 PalaGeorge, Montichiari                    | Millenium Brescia     | 3 - 2 | Alba              | 22-25, 19-25, 27-25, 25-17, 15-11 |
| 6ª Giornata - 5 novembre 2023 PalaBorsani, Castellanza                    | Futura Giovani        | 3 - 0 | Millenium Brescia | 25-16, 25-18, 25-15               |
| 7ª Giornata - 12 novembre 2023 PalaGeorge, Montichiari                    | Millenium Brescia     | 0 - 3 | Sant'Anna         | 23-25, 21-25, 16-25               |
| 8ª Giornata - 19 novembre 2023 PalaGeorge, Montichiari                    | Millenium Brescia     | 3 - 0 | Bologna           | 25-15, 25-23, 25-22               |
| 9ª Giornata - 22 novembre 2023 Palazzetto dello Sport, Lignano Sabbiadoro | Talmassons            | 3 - 2 | Millenium Brescia | 25-27, 19-25, 25-17, 25-17, 15-12 |

#### Girone di ritorno
| 10ª Giornata - 26 novembre 2023 PalaGeorge, Montichiari               | Millenium Brescia | 0 - 3 | Wealth Planet Perugia | 23-25, 17-25, 20-25               |
| 11ª Giornata - 3 dicembre 2023 Palazzo dello Sport, Trebaseleghe      | Fratte            | 0 - 3 | Millenium Brescia     | 20-25, 23-25, 16-25               |
| 12ª Giornata - 10 dicembre 2023 PalaGeorge, Montichiari               | Millenium Brescia | 3 - 2 | Beach World Pescara   | 22-25, 25-22, 26-28, 25-11, 15-12 |
| 13ª Giornata - 17 dicembre 2023 PalaScoppa, Soverato                  | Soverato          | 3 - 2 | Millenium Brescia     | 17-25, 25-23, 24-26, 25-17, 15-13 |
| 14ª Giornata - 23 dicembre 2023 PalaFrancescucci, Casnate con Bernate | Alba              | 3 - 0 | Millenium Brescia     | 25-19, 25-12, 25-22               |
| 15ª Giornata - 26 dicembre 2023 PalaGeorge, Montichiari               | Millenium Brescia | 0 - 3 | Futura Giovani        | 17-25, 22-25, 18-25               |
| 16ª Giornata - 7 gennaio 2024 PalaRescifina, Messina                  | Sant'Anna         | 3 - 2 | Millenium Brescia     | 25-22, 21-25, 20-25, 25-15, 15-6  |
| 17ª Giornata - 14 gennaio 2024 PalaMarani, Budrio                     | Bologna           | 3 - 0 | Millenium Brescia     | 25-23, 25-22, 25-21               |
| 18ª Giornata - 21 gennaio 2024 PalaGeorge, Montichiari                | Millenium Brescia | 3 - 0 | Talmassons            | 25-22, 25-13, 25-23               |

#### Pool salvezza
| 1ª Giornata - 27 gennaio 2024 PalaGeorge, Montichiari       | Millenium Brescia    | 3 - 1 | Hermaea              | 21-25, 25-19, 25-11, 25-21        |
| 2ª Giornata - 4 febbraio 2024 Palasport Da Copertino, Lecce | Melendugno           | 1 - 3 | Millenium Brescia    | 22-25, 23-25, 25-14, 19-25        |
| 3ª Giornata - 11 febbraio 2024 PalaGeorge, Montichiari      | Millenium Brescia    | 3 - 0 | Vallecamonica Sebino | 25-13, 25-22, 25-15               |
| 4ª Giornata - 25 febbraio 2024 PalaBione, Lecco             | Lecco Picco          | 3 - 1 | Millenium Brescia    | 28-26, 18-25, 25-23, 25-19        |
| 5ª Giornata - 3 marzo 2024 PalaGeorge, Montichiari          | Millenium Brescia    | 1 - 3 | Offanengo            | 30-32, 25-12, 21-25, 16-25        |
| 6ª Giornata - 10 marzo 2024 Geopalace, Olbia                | Hermaea              | 1 - 3 | Millenium Brescia    | 12-25, 18-25, 25-15, 19-25        |
| 7ª Giornata - 17 marzo 2024 PalaGeorge, Montichiari         | Millenium Brescia    | 2 - 3 | Melendugno           | 14-25, 25-21, 25-23, 20-25, 13-15 |
| 8ª Giornata - 24 marzo 2024 Pala CBL, Costa Volpino         | Vallecamonica Sebino | 3 - 1 | Millenium Brescia    | 25-19, 26-28, 25-21, 25-17        |
| 9ª Giornata - 30 marzo 2024 PalaGeorge, Montichiari         | Millenium Brescia    | 2 - 3 | Lecco Picco          | 20-25, 25-20, 25-21, 17-25, 11-15 |
| 10ª Giornata - 7 aprile 2024 PalaCoim, Offanengo            | Offanengo            | 1 - 3 | Millenium Brescia    | 23-25, 24-26, 25-23, 15-25        |

## Statistiche

### Statistiche di squadra
| Competizione | Punti | In casa | In casa | In casa | In trasferta | In trasferta | In trasferta | Totale | Totale | Totale |
| Competizione | Punti | G       | V       | P       | G            | V            | P            | G      | V      | P      |
| ------------ | ----- | ------- | ------- | ------- | ------------ | ------------ | ------------ | ------ | ------ | ------ |
| Serie A2     | 43    | 14      | 8       | 6       | 14           | 5            | 9            | 28     | 13     | 15     |
| Totale       | -     | 14      | 8       | 6       | 14           | 5            | 9            | 28     | 13     | 15     |

G = partite giocate; V = partite vinte; P = partite perse 

### Statistiche dei giocatori
| Giocatore     | Serie A2 | Serie A2 | Serie A2 | Serie A2 | Serie A2 | Totale | Totale | Totale | Totale | Totale |
| Giocatore     | P        | PT       | AV       | MV       | BV       | P      | PT     | AV     | MV     | BV     |
| ------------- | -------- | -------- | -------- | -------- | -------- | ------ | ------ | ------ | ------ | ------ |
| M. Babatunde  | 24       | 199      | 106      | 65       | 28       | 24     | 199    | 106    | 65     | 28     |
| M. Brandi     | 22       | 58       | 39       | 13       | 6        | 22     | 58     | 39     | 13     | 6      |
| K. Bulović    | 20       | 93       | 79       | 9        | 5        | 20     | 93     | 79     | 9      | 5      |
| C. Fiorio     | 26       | 254      | 216      | 23       | 15       | 26     | 254    | 216    | 23     | 15     |
| P. Malik      | 27       | 275      | 242      | 15       | 18       | 27     | 275    | 242    | 15     | 18     |
| A. Pamio      | 28       | 370      | 313      | 24       | 33       | 28     | 370    | 313    | 24     | 33     |
| Y. Pericati   | 26       | 0        | 0        | 0        | 0        | 26     | 0      | 0      | 0      | 0      |
| M. Pinarello  | 17       | 1        | 0        | 1        | 0        | 17     | 1      | 0      | 1      | 0      |
| F. Pinetti    | 5        | 5        | 5        | 0        | 0        | 5      | 5      | 5      | 0      | 0      |
| S. Ratti      | 20       | 58       | 52       | 3        | 3        | 20     | 58     | 52     | 3      | 3      |
| C. Scacchetti | 28       | 58       | 38       | 8        | 12       | 28     | 58     | 38     | 8      | 12     |
| M. Tagliani   | 4        | 0        | 0        | 0        | 0        | 4      | 0      | 0      | 0      | 0      |
| A. Torcolacci | 26       | 299      | 207      | 67       | 25       | 26     | 299    | 207    | 67     | 25     |

P = presenze; PT = punti totali; AV = attacchi vincenti; MV = muri vincenti; BV = battute vincenti